# Brendan Perry
Brendan Michael Perry (* 30. června 1959, Whitechapel, Londýn) je zpěvák a multiinstrumentalista anglo-irského původu (matka Irka, otec Angličan), spolu s Lisou Gerrard tvořil hudební skupinu Dead Can Dance.

## Život
Vyrůstal v Austrálii a na Novém Zélandu. Je hudebním samoukem, nikdy nenavštěvoval žádnou hudební školu, učil se od maorských a polynéských domorodých hudebníků. Původně byl učitelem na prvním stupni základní školy. S Lisou Gerrard tvořil i partnerskou dvojici, po jejich rozchodu se přestěhoval z Londýna do Irska, kde v objektu bývalého kostela vybudoval vlastní hudební studio Quivy Church. Kromě hudebních produkcí tam pořádá různé výstavy a workshopy, např. organizoval festival samby.

## Hudební kariéra

### Začátky
V roce 1977 se pod uměleckým jménem Ronnie Recent stal vedoucím členem punk rockové novozélandské hudební skupiny The Scavengers. Původně hrál na basovou kytaru, od roku 1978 se stal hlavním zpěvákem. V roce 1979 se skupina přestěhovala do australského Melbourne a změnila název na Marching Girls.

### Dead Can Dance
Brendan Perry opustil Marching Girls v roce 1981, kdy s Lisou Gerrard založil skupinu Dead Can Dance. Původně tuto skupinu ještě tvořili bubeník Simon Monroe (také z Marching Girls) a baskytarista Paul Erikson. V roce 1982 se skupina přestěhovala do Londýna, Simon Monroe však zůstal v Austrálii. Na prvních nahrávkách a koncertech na bicí hrál Peter Ulrich, krátce na to se do Austrálie vrátil i Paul Erikson a ze skupiny se stalo pouhé duo Brendana Perryho a Lisy Gerrard. První album (nesoucí název skupiny) vydali v únoru 1984 u společnosti 4AD. Následovalo dalších 6 studiových alb, jedno koncertní album a 4 výběrová alba.

### Sólová dráha
V roce 1998 se s Lisou Gerrard rozešli a dále se věnovali každý svým sólovým projektům. Ještě téhož roku Brendan Perry vydal u společnosti 4AD sólové album Eye of the Hunter, které obsahuje jak Perryho vlastní písně, tak i předělávky písní Tima Buckeleye. Vydání tohoto alba podpořil koncerty v Irsku, Velké Británii a v USA. Vydání dalšího alba, které se mělo jmenovat Zun Zun, však bylo opakovaně odkládáno a od roku 2003 o něm nejsou žádné nové zprávy. Na dalším projektu (na jehož vydání má práva vydavatelství 4AD) by měl spolupracovat s Lancem Hoganem a bubeníkem Davidem Kuckhermannem. Brendan Perry se podílel na projektech jiných umělců, působil i jako producent např. v projektu Elijah's Mantle.

## Diskografie
- The Scavengers: The scavengers (1978) – první LP skupiny The Scavengers
- AK79 (1980) – výběr nahrávek skupin The Scavengers & Marching girls
- Eye of the Hunter (1999)
- Ark 2010